# Морарджі Десаї
Морарджі Ранчходжі Десаї (гінді मोरारजी देसाई; 29 лютого 1896 — 10 квітня 1995) — індійський державний і політичний діяч, четвертий прем'єр-міністр країни від березня 1977 до липня 1979 року.

## Кар'єра
У британській колоніальній адміністрації Бомбея обіймав низку посад. У 1959—1964, 1967—1969, 1977—1979 роках обіймав посаду міністра фінансів незалежної Індії, а від 1967 до 1969 року був віце-прем'єр-міністром.
1966 року вдався до спроби стати лідером ІНК, але зазнав поразки. Перейшовши в опозицію до Індіри Ганді, сформував партію Джаната і, здобувши перемогу на виборах 1977 року, очолив уряд. 1979 року був змушений піти у відставку через суперечності всередині партії, а 1980 припинив політичну діяльність.